# Catedral de San Salvador d'Oviedo
La Santa Església Basílica Catedral Metropolitana de San Salvador d'Oviedo és una catedral d'estil gòtic a la ciutat d'Oviedo (Principat d'Astúries, Espanya). És coneguda també com a Sancta Ovetensis, el que refereix a la qualitat i quantitat de les relíquies que conté.
Va començar a edificar-se a la fi del segle xiii començant per la sala capitular i el claustre, i l'obra de construcció es va perllongar durant tres segles fins a la rematada de la torre a mitjan segle xvi. Posteriorment s'afegiria una girola al segle xvii a més de diverses capelles annexes a les naus laterals.
L'església és al lloc de l'anterior conjunt catedralici preromànic del segle ix, algun dels edificis del qual han sobreviscut. És per aquesta raó, unit al fet del temps que es tardà en cavar la construcció, que l'edifici actual conté estructures d'estil preromànic (Càmera Santa), romànic (voltes i apostolat de la Càmera Santa), renaixentista (rematada de la torre) i barroc (Girola, Capella del Rei Cast i altres capelles).
La Càmera Santa, del segle ix, està declarada Patrimoni de la Humanitat per la Unesco i alberga les joies més preuades de la catedral: les creus de la Victòria i dels Àngels, símbols d'Astúries i de la ciutat d'Oviedo respectivament, la Caixa de les Àgates i l'Arca Santa que conté un gran nombre de relíquies entre les quals es troba el Sant Sudari.

## Història

### Basílica de Fruela I
Fruela I, rei d'Astúries, va manar construir una basílica consagrada a Sant Salvador en el terreny on avui es troba l'actual catedral d'Oviedo. No se sap el moment exacte del començament de les obres si bé gràcies a una de les dues inscripcions fundacionals de la catedral d'Alfons II d'Astúries el Cast es pot testificar la fundació de l'església per part de Fruela I. Encara que aquestes inscripcions fundacionals van ser destruïdes a principis del segle xvi, el text va ser recollit pel bisbe Pelayo en el Liber Testamentorum Ecclesiae Ovetensis o Llibre dels testaments.
| « | QUICVMQUE CERNIS HOC TEMPLUM DEI HONORE DIGNVUM, NOSCITO HIC ANTE ISTVM FVISSE ALTERVUM, HOC EODEM ORDINE SITVUM, QVOD PRINCEPS CONDIDIT SALVATORI DOMNO SVPPLEX PER OMNIA FROILA, DVODECIM APOSTOLIS DEDICANS BISSENA ALTARIA; POR QVO AD DEVM SIT VESTRA CVNCTORVUM ORATIO PIA, VT VOBIS DET DOMINVS SINE FINE PRAMIA DIG NA. PRAETERITVM HIC ANTE HEDIFICVUM FVIT PARTEM A GENTILIBVUS DI RVTVM SORDIBVSQVE CONTAMINATVM, QVOD DENVO TOVM A FAMVLO DEI ADEFONSO COGNOSCITVR ESSE FVNDATVM ET OMNE IN MELIVS RE NOVATVM. SIT MERCES ILLI PRO TALI, CHRISTE, LABORE ET LAVS HIC IVGIS SIT SINE FINE TIBI | » |

Que es pot traduir com:
| « | Qui vol que contemple aquest temple honrat pel culte a Déu, coneix que anterior a aquest hi hagué ací un altre, disposat de la mateixa manera, sent fundat por Fruela servent del Senyor Salvador, oferint dotze altars als dotze apòstols; en favor sigui piadosa vostra pregària cap a Déu, perquè us done el Senyor digna recompensa. Aquest edifici anterior va ser parcialment destruït pels pagans i profanat pels heretges, pel que va ser enterament fundat de nou pel servent de Déu Alfons i renovat per a la seva millora. A ell, Crist, siga donada la gràcia per tal labor i a Tu, aquí, lloança incessant sense fi | » |

En 794, una incursió musulmana destrueix i saqueja la basílica de Fruela I. No es posseeix cap dada de la morfologia de l'edifici.

### Conjunt d'Alfonsel Cast

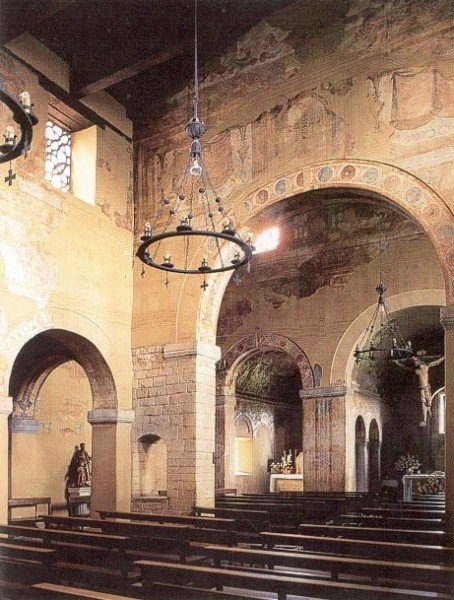
Església de Santullano, exemple del que va poder ser la basílica de San Salvador en temps d'Alfons II el Cast

El rei Alfons II el Cast, en traslladar la capital del Regne d'Astúries a Oviedo, va manar edificar un conjunt catedralici en els mateixos terrenys, aprofitant alguns espais de l'antiga església de Sant Salvador, conjunt que respon a l'esquema urbanístic de l'alta edat mitjana: una catedral doble, única en la seva concepció institucional, però concretada en dos edificis amb diferents usos, la residència del bisbe, dependències episcopals i un mur de defensa. D'aquesta manera, es començà a edificar en el mateix lloc un gran complex religiós-palatí constituït per un nou temple catedralici (Sant Salvador), l'església de Santa Maria, la de Sant Tirso i la Càmera Santa, al costat d'algunes residències palatines.
La Crònica Silense dona compte de la construcció durant trenta anys del complex eclesiàstic que incloïa a més l'Església de Sant Tirso confirmant l'existència d'un ambiciós projecte constructiu a llarg termini.

#### El conjunt d'esglésies
El conjunt d'esglésies estava format per diversos edificis de culte dels quals hi ha algunes referències documentals, el monestir de Sant Vicent, el de Sant Joan Baptista i Sant Pelayo i, com a nucli principal, les basíliques de Sant Salvador i les esglésies de Santa María, que va estar en peus fins al segle xviii, annexa a l'anterior com a espai cementerial, i Sant Tirso.
Sembla que Sant Salvador era l'església principal i molt possiblement «església pròpia» del rei, mentre que Santa María, estava dedicada a litúrgia funerària dedicada a Alfons II i, després, a tots els reis d'Astúries. De fet, els citats monestirs benedictins de Sant Vicent (masculí) i Sant Joan Baptista i Sant Pelayo (femenins) també participaven de la litúrgia funerària en Santa María, tal com es documenta fins al segle xvi, quan aquesta autèntica ciutat santa es va descompondre després de la reconstrucció de Sant Vicent i el canvi d'ubicació de la seva església i la ulterior segregació de Sant Pelayo en una estricta clausura femenina, tancant-se les portes que comunicaven ambdues institucions amb el cementiri de Sant Salvador, centrat en la capella funerària règia.
No podem oblidar que en un principi la monarquia asturiana no era hereditària sinó electiva, la qual cosa ve a justificar l'interès d'un monarca a crear unes bases per a la instauració d'una continuïtat dinàstica, en l'estatus de monarca, donant-li una religió, la catòlica, amb una litúrgia pròpia i uns costums (concretes que li atorgaven autoritat i prestigi), i, un panteó «real».
La basílica de Sant Salvador va ser consagrada el 13 d'octubre de 821. Era un edifici de planta basilical amb tres naus més un transsepte. La capçalera presentaria triabsidal, és a dir, una capçalera triple, de forma rectangular amb coberta de fusta, i voltada amb maó. Es van disposar 12 altars dedicats als Apòstols. Les seves dimensions eren, aproximadament, de 40 m de longitud, 20 m d'ample i 25 m d'altura màxima, i en general, el seu aspecte era molt semblant al de San Julián de los Prados, també coneguda com a Santullano. La capçalera tripartida albergava un altar principal dedicat a Sant Salvador, advocación del temple, i els altres dotze dedicats als apòstols, van arribar a ser posteriorment vint-i-u, tenint molts d'ells una doble dedicatòria. L'església presentava decoració pictòrica, novament d'estil semblant a les existents en Santullano.

#### L'espai per a la residència del clergat i el futur palau episcopal

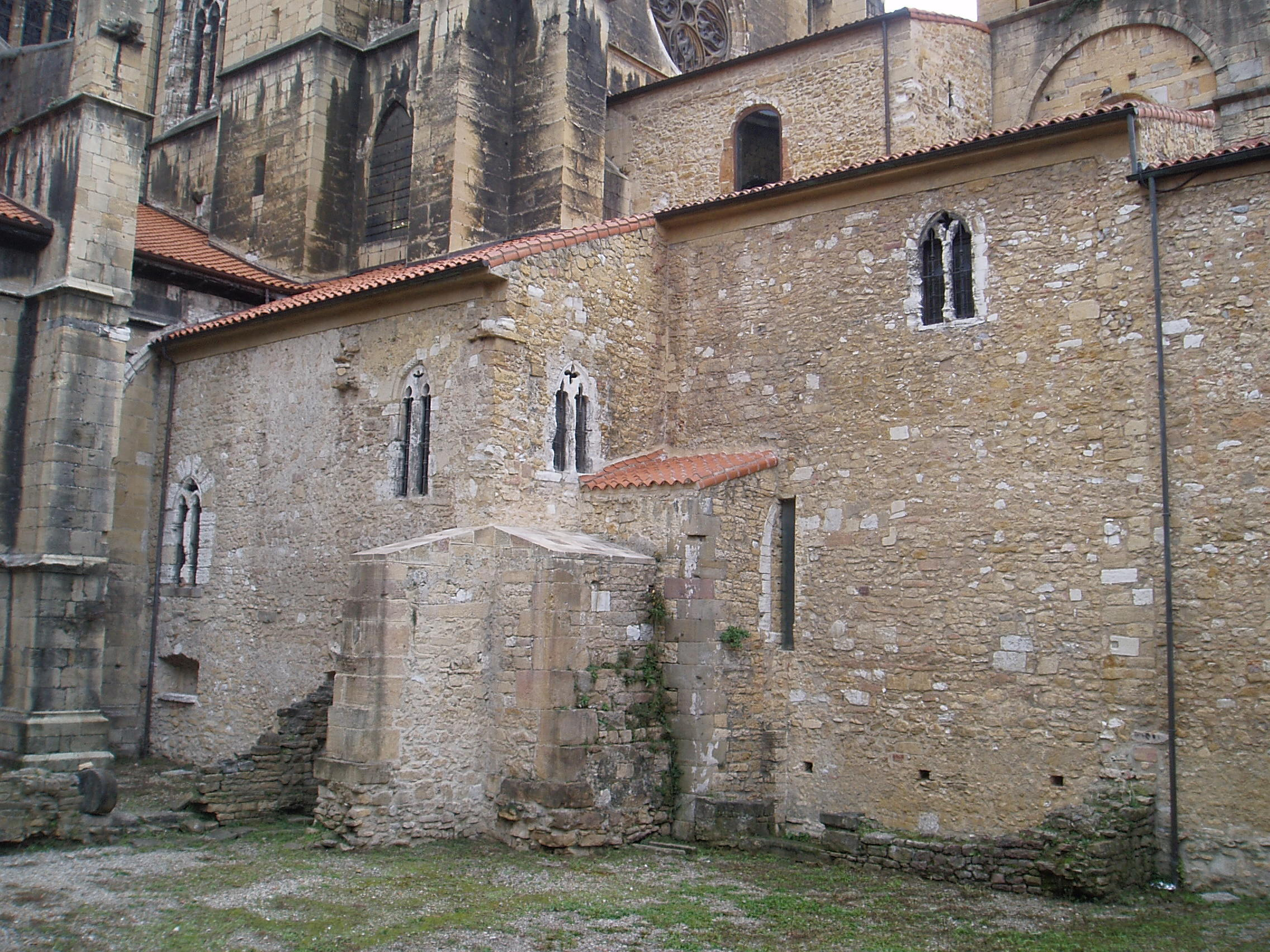
Edificis preromànics pertanyents a les dependències episcopals situades al sud de San Salvador, ara embeguts en la caixa de l'escala d'accés a la Cambra Santa, del, i descoberts en les excavacions de 1998.

Al sud de Sant Salvador se situaven una sèrie de construccions de les quals avui dia queden restes al sud de la catedral i per sota de l'actual palau episcopal. Aprofitant la total destrucció del conjunt durant la guerra civil espanyola i com a part dels treballs de reconstrucció, es van realitzar entre 1942 i 1950 unes excavacions que permeteren els arqueòlegs José María Fernández Buelta i Víctor Hevia Granda determinar que les troballes corresponien al palau real d'Alfons II el Cast. No obstant això aquesta opinió és rebutjada actualment per altres historiadors de l'art, com César García de Castro Valdés i Eduardo Carrero Santamaría, que qüestionen l'original localització del palau, mentre que les restes veïnes a la catedral van haver de pertànyer al clergat que es va ocupar de Sant Salvador fins va ser promogut catedral, moment en què van haver de transformar-se a palau del Bisbe i altres dependències episcopals, al mateix temps que als voltants s'edificaven les cases i palaus de les dignitats capitulars que, en bona part, van perviure topogràficament fins a la contemporània obertura de l'actual Corrada del Bisbe.
La Cambra Santa que avui és integrada en l'estructura gòtica de la catedral d'Oviedo al costat de la coneguda torre de Sant Miquel, és una capella palatina que tingué funció martirial, té el seu origen en l'època del regnat d'Alfons II el Cast, al començament del segle ix.
Consta de dues parts principals: Un pis baix conegut com a «Cripta de Santa Leocadia» on reposen i es veneren les restes de la mateixa Santa Leocadia i de Sant Eulogi, que foren traslladats a terres asturs des de Còrdova per Alfons III pel prevere Dulcidio; i un pis principal molt reformat entre finals del segle xii i principi del xiii, i que, patí greus desperfectes en 1934 amb motiu de la Revolució Asturiana, cosa que feu necessària la seua reconstrucció entre 1938 i 1942.
I un pis superior, el mateix tresor, conegut més tard com a Capella de San Miguel, va adquirir al segle xi, una vegada desenvolupat el culte a les relíquies i la peregrinació, la funció de reliquiari que conserva en l'actualitat. Se suposa que la construcció d'aquest edifici va tenir lloc cap al 884, en ple regnat d'Alfons III el Magne, conjuntament amb la Torre Vella que li servia de defensa i completava la fortificació del conjunt aixecat anteriorment.
El Tresor Catedralici conté la Creu dels Àngels, donació d'Alfons II i símbol d'Oviedo; la Creu de la Victòria, donació d'Alfons III (segle x), símbol d'Astúries. La Caixa de les Àgates, donació de Fruela II (910) i finalment, l'Arca Santa que conté les relíquies de la cristiandat, entre elles el Sant Sudari (el qual es guarda actualment en un altre suport més idoni per al seu perfecte manteniment).

#### Reformes romàniques

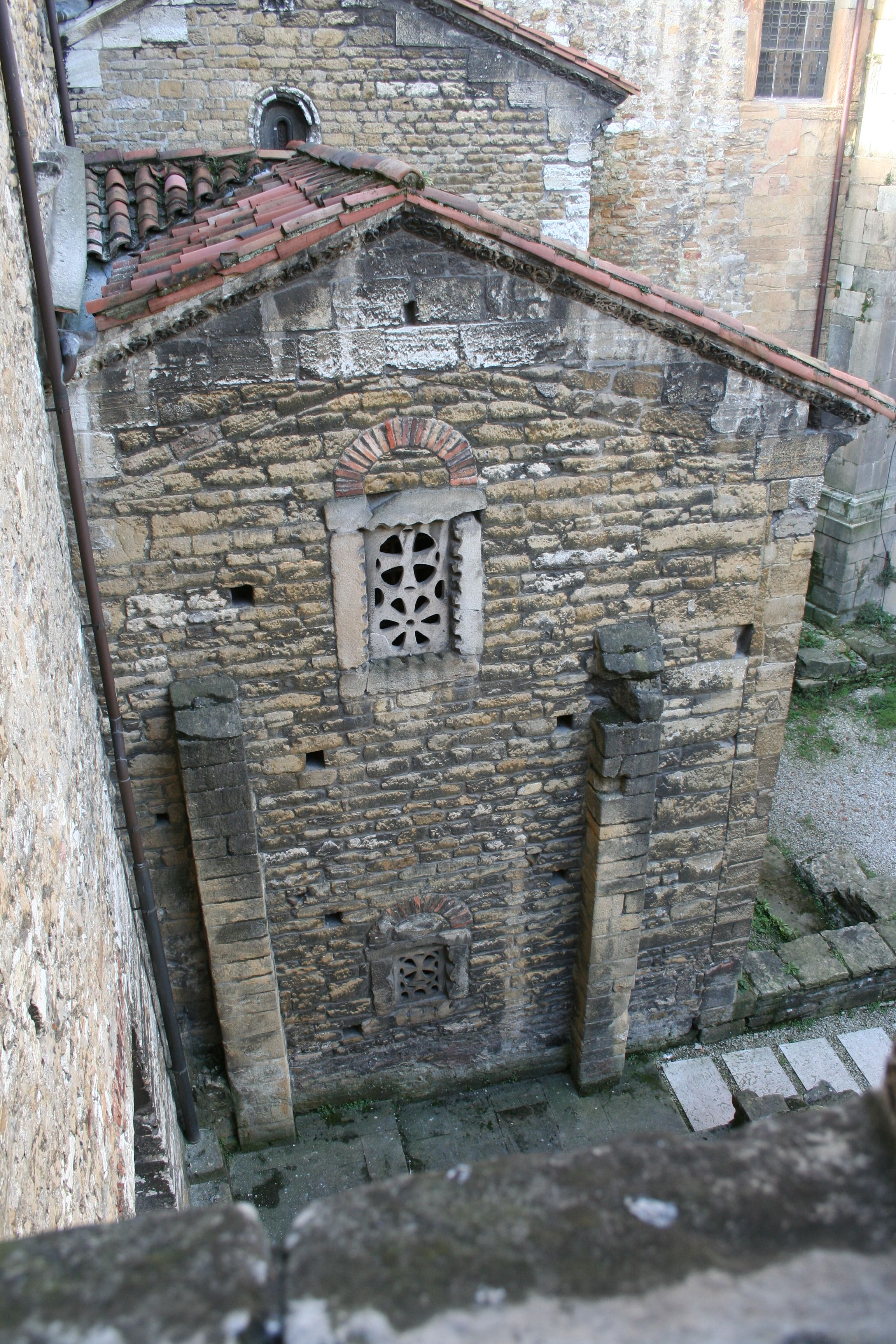
Imatge exterior de la Càmera Santa. Gràcies a la diferent coloració de la pedra, es pot apreciar el recrecido dels murs que va ser necessari per construir la volta afegida al.

A la fi del segle xi, la Torre Vella va completar la funció defensiva amb la de campanar, rebent per a això un cos romànic amb dues obertures per façana de mig punt rematat per una volta esquifada.
Més important és la reforma duta a terme en la Càmera Santa a la fi del segle xii. L'antiga coberta de fusta va ser desmuntada per construir a continuació una volta de canó que descansa a l'interior sobre columnes en les quals es va esculpir un Apostolat, obra mestra del romànic espanyol. En el mur oest es van incrustar els caps esculpits de Crist, Sant Joan i la Verge, pintant-se la resta de l'escena sobre el mateix mur. Les restes de pintura que quedaven en aquest mur van desaparèixer amb la voladura de la Càmera Santa durant la Revolució d'Astúries de 1934, per la qual cosa avui dia els caps semblen estar fora de context.

### La Catedral gòtica
La influència de l'arquitectura gòtica, que ja era palesa a Castella al començament del segle xiii, no va arribar a Astúries fins als anys finals d'aquest segle, quan va començar la renovació gòtica del conjunt catedralici, no per l'edifici principal, tal vegada per reverència cap a l'antiga basílica o per escassetat de recursos per afrontar una obra de tal envergadura, sinó per edificis annexos: la sala capitular i el claustre. S'hauria d'esperar gairebé un altre segle més per veure començada la catedral gòtica.
La sala capitular va ser construïda, mercès al patrocini del xantre de la catedral Pedro Esteban, mort el 1293 i enterrat a la mateixa sala, i al del degà i després bisbe Fernando Alfonso. No es coneixen ni l'arquitecte responsable del disseny i adreça de les obres de l'edifici, ni la data de començament d'aquestes. Se sap que el 1300 ja havien començat les obres i que al març de 1314 va tenir lloc la primera reunió del capítol catedralici a la nova sala.
Les obres van avançar amb un bon ritme a l'inici, en entrar al segle xv, s'alenteixen durant setanta anys fins que, en començar a treballar en el projecte Alonso de Palanzuela, es dona de nou un important impuls a l'edifici. Els inicis de la construcció del temple gòtic comencen el 1382 sota el mandat del bisbe Gutierre de Toledo. És triat primer arquitecte Juan de Badajoz el Vell si bé van treballar a més d'ell Juan de Candamo de les Taules i Pedro Bunyeres
 amb les obres de transformació del presbiteri en capella major.
El resultant d'aquest procés constructiu, de tan llarga duració, és un edifici bàsicament edificat al segle xv, d'estil gòtic conservador, amb tres naus a més de capelles laterals, un llarg creuer i una capçalera que presenta tres cossos, és a dir, és tripartida (no podem oblidar que les absidioles laterals es van eliminar per construir la girola del segle xvii).
Al segle xvi s'acaba el pòrtic i la torre de la façana. És el que podem contemplar de la catedral actual. Als segles següents es van fer obres i millores en moltes de les capelles.

### Segle XX
L'11 d'octubre de 1934, en la crema de convents de la Revolució d'Astúries, un grup de revolucionaris va fer explotar en la cripta de la Cambra Santa una bomba que va arruïnar gran part del monument i va causar seriosos danys a l'estructura. També les obres d'art van sofrir grans desperfectes i van desaparèixer importants relíquies, així i tot es van poder rescatar tresors de la cripta com el Sant Sudari dels enderrocs. La reconstrucció d'aquest desastre va començar entre 1939 i 1942. S'hi va espectar en la mesura del possible l'original.

## Descripció de l'edifici

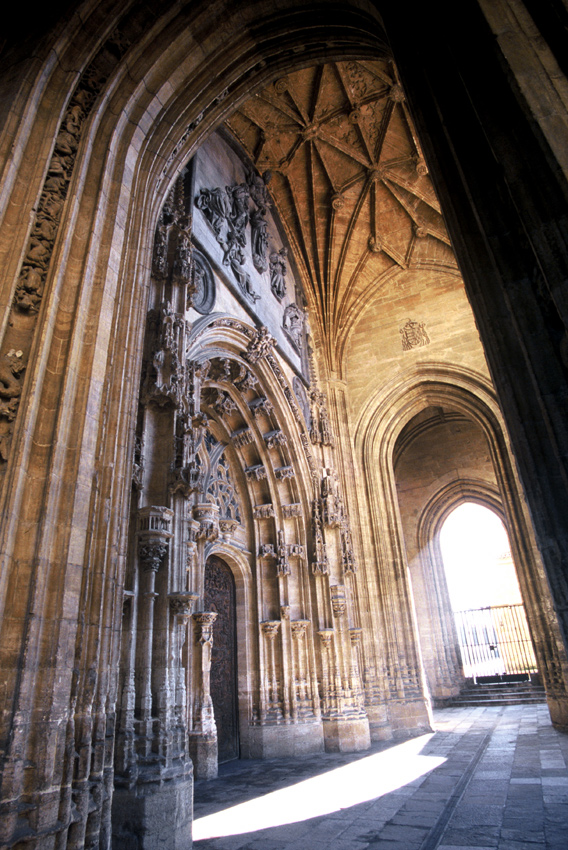
Pòrtic de la Catedral

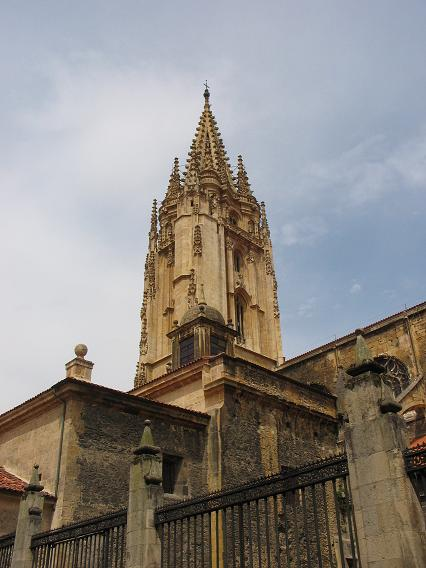
Vista de la torre

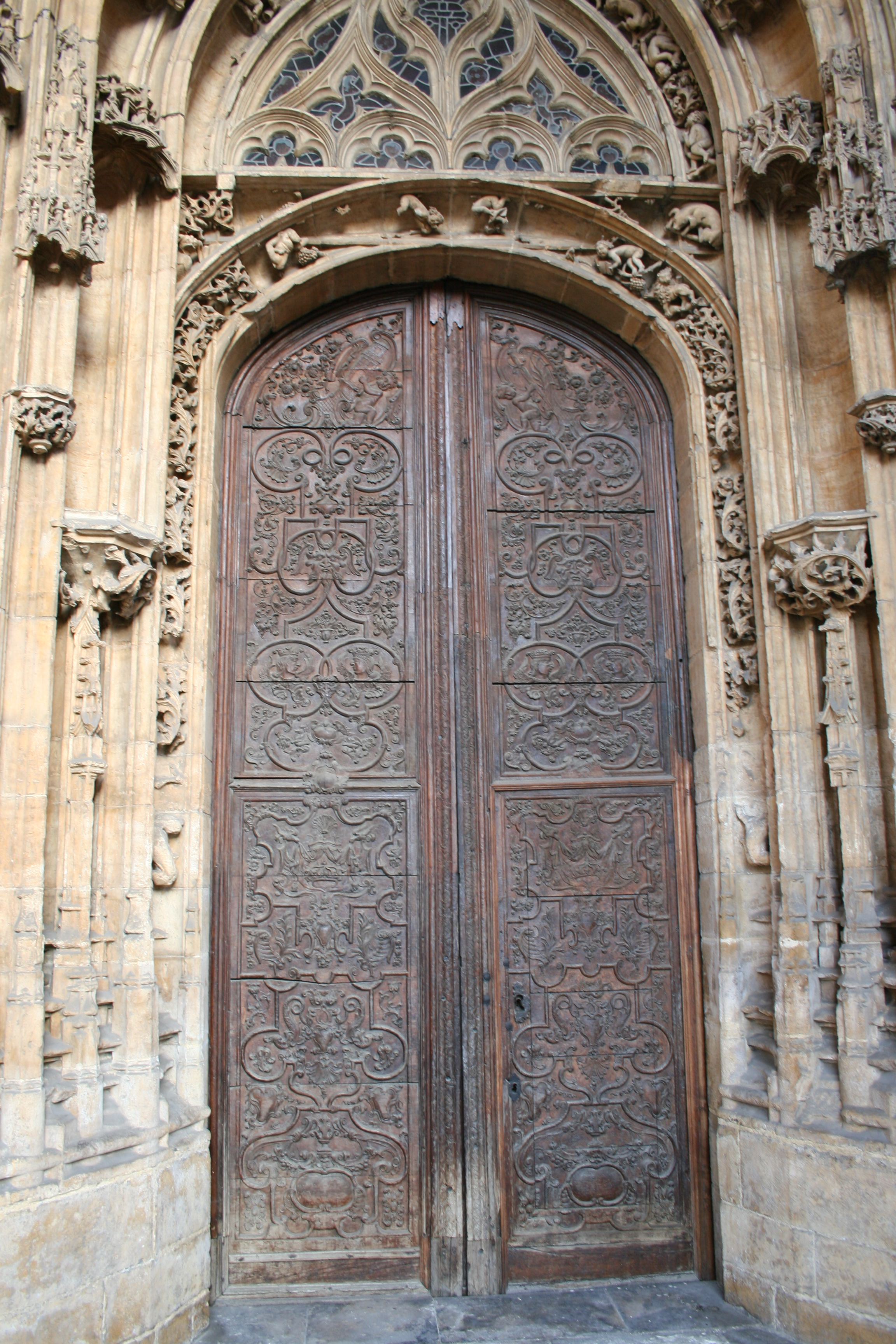
Porta principal de la Catedral

La Catedral d'Oviedo és considerada com a l'obra més important del gòtic asturià malgrat que, per la durada de l'obre, hi apareixen influències renaixentistes. És per això que molts autors la consideren d'estil gòtic florit. Es té documentació del segle xv amb la qual es demostra que hi treballava Bartolomé Solórzano, arquitecte procedent de Trasmiera (Cantàbria) i que havia intervingut ja en la catedral de Palència.

### Exterior

#### Façana
La construcció del pòrtic occidental es va decidir voltant de l'any 1500, quan l'estructura fonamental del temple ja rera acabada. En aquest moment el capítol va decidir la construcció del pòrtic i de les dues torres de la façana. Malgrat tot, la torre del costat nord no arribaria a alçar-se per sobre de les naus.
La que sí que va finalitzar a mitjan segle xvi va ser la meridional que, malgrat l'època de construcció, va seguir aferrada a les formes del gòtic flamíger, i és per això que hi podem veure les experiències de Juan de Colònia a les sagetes calades de la catedral de Burgos.
D'aquesta manera, tant el pòrtic com el campanar pertanyen al gòtic tardà o flamíger, amb una gran profusió d'arcs conopials amb card, pinacles eriçats, etc encara que no poden evitar que els detalls escultòrics siguen ja clarament renaixentistes.

##### Pòrtic
Al començament del segle xvi s'inicia l'obra de l'actual façana, sota el disseny de Juan de Badajoz. Malgrat l'època es continua utilitzant l'estil gòtic en comptes del renaixentista.
Es construeix un pòrtic de poca altura amb tres arcs i tres portes que donen accés a cadascuna de les naus. Es cobreix amb una volta nervada gairebé plana. La portada central, la més important tant estèticament com en grandària, està coronada amb un relleu de la Transfiguración i al seu costat unes figures en baix relleu que representen a Fruela I i a Alfons II el Cast. Una mica més a baix uns medallons que representen al nen Jesús i a Sant Joan nen.
Les portes realitzades al segle xviii en noguera. La porta de la nau central conté al centre de cadascuna de les seves fulles una imatge del Sant Salvador i de Santa Eulalia de Mèrida, tots dos patrons de la catedral i del Principat d'Astúries. S'accedeix al temple per la porta de l'esquerra.

##### Torre
El disseny inicial del pòrtic es rematava amb dues torres, de les quals finalment se'n va acabar només una. Les obres de la torre d'estil gòtic i renaixentista comencen el 1508 sota la direcció de Rodrigo Gil de Hontañón sobre plànols de Juan de Badajoz i s'acaben el 1587. Durant la construcció també van col·laborar en major o menor forma Pedro de Buyeres, Pedro de la Tijera i Juan de Cerecedo.
Amb una altura de 80 m està dividida en cinc cossos que van disminuint en grandària segons s'ascendeix. La peu de la torre és integrada al pòrtic sobre els quatre pilars que formen l'arcada. Es remata amb un templet format per torres cilíndriques que finalitzen en la fletxa del pinacle.
La torre té un rellotge al segon pis, en l'últim pis l'escut del bisbe d'Oviedo Cristóbal Rojas Sandoval que tenia el càrrec a la finalització de la torre i en cada secció una finestra amb mainell que sostenen trenats ogivals de pedra.

#### Campanar
La sala de campanes de la torre conté la Santa Creu (fosa el 1539 amb un pes de 1384 kg), Santa Bàrbara (1818 i 116 kg), el Esquilón (1678 i 481 kg) i la més important de totes, Wamba. El mecanisme de les campanes també és antic.
Altres campanes situades a les sales de campanes són:
- Timbal 2n: fosa en bronze el 1893 per José Sota té un diàmetre de 52 cm, una altura de bronze de 40 cm i un pes de 81 kg.
- Timbal 1r: fosa en bronze el 1830 té un diàmetre de 54 cm una altura de bronze de 47 cm i un pes de 91 kg.
- De posar: fosa en bronze el 1817 per José de Venero, té un diàmetre de 78 cm, una altura de bronze de 70 cm una vora de 7 cm i un pes de 275 kg.

##### Santa Creu
Denominada així per tenir la imatge de dues creus en relleu, una gran amb pedestal i la Creu dels Àngels en la cara oposada. Aquesta campana va ser fosa el 1539 i té un diàmetre d'1,54 m, una altura de bronze d'1,15 m, borda de 14 cm i un pes de 1384 kg.
Té els següents epígrafs:
- «+ LAVDO DEVM VERVM PLEBEM VOCO CONGREGO CLERVM DEFVNCTOS PLORO PESTEM FVGO FESTA DECORO HOC OPVS FACTVM EST# ANNO DNI M DXXXIX» ('Lloo al déu veritable, convoco al poble, congrego al clergat, als difunts ploro, faig fugir la pesta, decoro les festes. Aquesta obra [aquesta campana] es va fer l'any del Senyor 1539').
- «+ LAVDO DEVM VERVM PLEBEM VOCO CONGREGO CLERVM DEFVNCTOS PLORO PESTEM FVGO FESTA DECORO HOC OPVS FACTVM EST#».
- «ANNO DNI M DXXXIX».

So i fotos.

##### Santa Bàrbara
Aquesta campana va ser fosa el 1818 i té un diàmetre de 66 cm, una altura de bronze de 56 cm, bord de 7 cm i un pes de 166 kg. Es pot llegir una inscripció que indica «IHS MARIA I JOPH SANTABARBARA ORAPRONOBIS. ANUS DEI8I8»
Fotos de la campana.

##### Esquilón
La campana Esquilón va ser fosa el 1678 i té un diàmetre de 94 cm, una altura de bronze de 85 cm, bord de 8 cm i pes de 481 kg. S'hi distingeixen les següents inscripcions:
- En la part superior: «IHS MARIA # JOSEPH # SALBATOR MVNDI MISERERE # NOBIS # » encara que van poder escriure'l com «IHSUS MARIA JOSEPH SALVATOR MUNDI MISERERE NOBIS» ('Jesús, Maria i Josep. Salvador del món, tingues misericòrdia de nosaltres').
- Una gran creu amb pedestal i tres claus en el mitjà. Al costat de la gran creu diverses creus.
- «CONMIBOZ SONORA SIRBO EN ESTE SVELO A LA QVE EN EL CIELO ES EMPERADORA AONDE I 6 7 8 # # # # # #»

##### Wamba
Fosa el 1219, és la campana més antiga en funcionament al planeta i, per descomptat, a Espanya. Fa ser feta per a la basílica anterior a l'església gòtica actual. Segueix en actiu donant el toc de les hores malgrat estar rajada, circumstància que en minva el so. Encarregada pel canonge de la catedral Pedro Peláez Cap el 1219 sota el mandat del bisbe Juan González està feta en bronze i té un pes de 833 kg, un diàmetre de 130 cm, una altura de bronze de 105 cm i una vora 13 cm.
L'epigrafia de la campana està composta per:
- « ⋮ + ⋮ MENT ⋮ SCA ⋮ SPONTANEAM ⋮ HONOREM ⋮ DEO ⋮ ET ⋮ PATRIE ⋮ LIBERACIONIM ⋮ XPS ⋮ TONAT ⋮ XPS ⋮ SONAT ⋮ XPS ⋮ VINCIT ⋮ XPS ⋮ REGNAT ⋮ XPS ⋮ IMPERAT», que van haver d'escriure «MENTEM SANCTAM SPONTANEAM HONOREM DEO ET PATRIE LIBERACIONEM. XPISTOS TONAT, XPISTOS SONAT, XPISTOS VINCIT, XPISTOS REGNAT, XPISTOS IMPERAT» ('Per donar honra a Déu i llibertat a la Pàtria, Crist crida, Crist venç, Crist impera, Crist regna').
- en la meitat està escrit: «+ IN NMºI ⋮ DNI ⋮ ESTIMIN ⋮ EGO ⋮ PETRVS ⋮ PELAGII ⋮ CABESZA ⋮ CANICº HOC OPVS ⋮ FIERI ⋮ IVSSI ⋮ IN HONOREM ⋮ SCI ⋮ SALVATORIS ⋮ ERA ⋮ MILLA ⋮ COC: LA ⋮ VA II ⋮ » que van haver d'escriure «IN NOMINI DOMINI ESTIMIN. EGO PETRUS PELAGI CABEZA CANONICO HOC OPUS FIERI IUSSI IN HONOREM SANCTI SALVATORIS ERA MCCLVII» ('En el nom del Senyor amén. Jo, Pedro Pelayo Cabeza, canonge, vaig fer fondre aquesta obra [aquesta campana] en honor del santíssim salvador, en l'era MCCLVII [1219]').

Són destacables també les anses de la campana en les quals es representen unes cares monstruoses. Sona en festivitats de gran solemnitat. El so és greu donades les seves mesures, ja que produeix unes ones amples. Té els seus macillos instal·lats. El toc és informatitzat, l'últim campaner va ser el senyor Cartón.
No se sap la procedència del seu nom malgrat que coincideix amb el nom d'un rei got i d'una parròquia a Valladolid. També es desconeix on es va fondre. Probablement els forns eren enterrats en algun lloc proper, com que es va poder construir el forn per un campaner itinerant que va desaparèixer en fer el seu treball.
Ha sobreviscut a canonades que escapçaren la sageta, terratrèmols, llamps, incendis, trasllats, etc.

### Interior
El temple és de planta de creu llatina formada per tres naus. La major té una amplària de 10 m, 67 m de llarg i 20 m d'altura, una altura major que les altres dues que tenen 6 m d'ample. Originalment comptava amb una capçalera escalonada, amb un absis semicircular central flanquejat per altres dos absis menors; en el Barroc es va reformar en part aquesta zona del cor per construir un deambulatori amb capelles radials.
Organitzada en tres naus, la central més alta i amb deu metres és més ampla que les laterals de sis, la catedral igualment presenta capelles obertes entre els contraforts, solució arquitectònica habitual en aquesta mena d'edificis. Els suports que separen les naus i sostenen les voltes són de tipus fasciculat, formats per grans blocs petris treballats a la manera de manat de feixos; en alçat, el temple presenta una organització tripartida clarament apreciable: arcades de separació de naus (ogivals i motllurades), trifori (format per parelles d'obertures, decorats amb sinuosa traceria i ampit de pur estil flamíger) i claristori amb finestrals vidriats. Les voltes que cobreixen els diversos trams són de creueria, encara que de gran complexitat donada la cronologia avançada de l'edifici.

#### Nau Dreta
La nau dreta (o de l'Epístola) conté, dels peus a la capçalera:
- Capella de Santa Bàrbara o de San Miguel. Fundada pel bisbe Bernardo Caballero Parets en estil Barroc per a panteó personal posseeix un important retaule obra de Luis Fernández de la Vega. Dona nom a la capella una imatge de la santa obra del segle xvii d'Antonio Borja. Fou construïda en 1658.[11]

- Capella de Sant Martín de Tours, del segle xvii. Retaule obra de Luis Fernández de la Vega amb la imatge del sant al centre. A dalt, la Inmaculada. En el sòcol, els Pares de l'Església.

- Capella de Sant Roc. Coneguda també amb el nom de capella de la Nativitat data del segle xvi. Construïda per ordre de l'abat de Teberga, Fernando de Llames, per albergar el seu sepulcre destaca sobre el retaule la imatge del sant obra de José Bernardo de la Meana l'any 1658.[11]

- Capella de Sant Antoni. Capella d'estil gòtic conté un retaule barroc amb elements de Rococó obra de José Bernardo de la Meana de mitjan segle xviii. En la capella es troben tres tombes.[11]

- Capella del Sant Crist de Velarde, gòtica. El seu retaule és barroc i al centre hi ha un Crist crucificat atribuït a Berruguete (segle xvi). És una de les joies més valuoses de la catedral.[11]

- Capella de Santa Eulalia té planta de creu grega amb una gran cúpula plena d'elements decoratius barrocs quasi d'estil plateresc, i està datada al segle xvii, estant encarregada per ordre del bisbe Simón García Pedrejón i executada per la família Menéndez Camino (pare i fill). Té un templet central amb l'urna de plata amb els ossos de la santa, obra de Domingo Suárez de la Puente. Al voltant d'aquest templet s'arremolinaven els pelegrins, ja que la capella està dedicada a la patrona de la diòcesi d'Oviedo. És una capella bastant luxosa.[11] En la capella es troben enterrats diversos bisbes, entre ells el seu fundador.

#### Imatge de San Salvador
En la nau dreta i abans d'arribar a la capella major hi ha Imatge de Sant Salvador, escultura del segle xiii adossada al pilar de l'arc sud del creuer (en la girola). Es creu que procedeix de l'anterior basílica romànica. Era la meta principal per als pelegrins.

#### Càmera Santa
La Cambra Santa, catalogada com a Patrimoni de la Humanitat per la Unesco, va ser construïda per Alfons II al començament del segle ix quan va reconstruir l'església d'estil preromànic dedicada a Sant Salvador i que havia estat erigida per Fruela I al segle viii i després destruïda pels musulmans.
La Cambra Santa és una capella palatina que es troba adossada a la Torre de San Miguel, resta del Palau de Fruela i que avui dia és integrada en la catedral gòtica. Des del segle ix s'hi guarden els Tresors i Relíquies de la catedral. Gran part d'aquestes relíquies havien estat portades des de Toledo; com l'Arca Santa (segle xi), el Sant Sudari, relíquies de la Vera Creu, el Crist Nicodemus (segle xii) i unes altres per allunyar-les de territori musulmà i del perill de pèrdua que això suposava.
En aquest apartat es pot destacar una col·lecció d'escultures romàniques que són considerades com una de les obres cims d'aquest període. Es tracta de sis parelles d'estàtues que formen un apostolat i que estan situades en les quatre cantonades i una a cada costat en els murs a mitjana distància de les cantonades, les bases i els capitells d'aquestes estàtues són també de gran importància escultòrica.
La Cambra és important també per les relíquies que hi estan dipositades. D'aquestes relíquies es pot destacar: L'Arca Santa, el Sant Sudari, la Creu de la Victòria, la Creu dels Àngels i l'Arca de les Àgates, com a principals objectes.
Consta de dues parts principals: 
- un pis baix conegut com a «Cripta de Santa Leocadia» s'hi conserven les restes de la mateixa Santa Leocadia i les de Sant Eulogi, ambdues traslladades a terres asturs des de Còrdova en temps d'Alfons III d'Astúries, pel prevere Dulcidio; i
- un pis principal, conegut com a «Capella de Sant Miquel», que sofrí una reforma entre final del segle xii i principi del xiii que, a més, va patir greus desperfectes el 1934 amb motiu de la Revolució Asturiana. Va ser reconstruïda entre 1938 i 1942. És per aquesta raó que actualment, tan sols conservant de cronologia preromànica la capçalera, està coberta amb una volta de canó de maó que recolza sobre una imposta horitzontal que recorre els murs laterals. Com succeeix també a la cripta, una finestra amb gelosia decora el mur de la testera.[4]

-  Cripta de Santa Leocadia

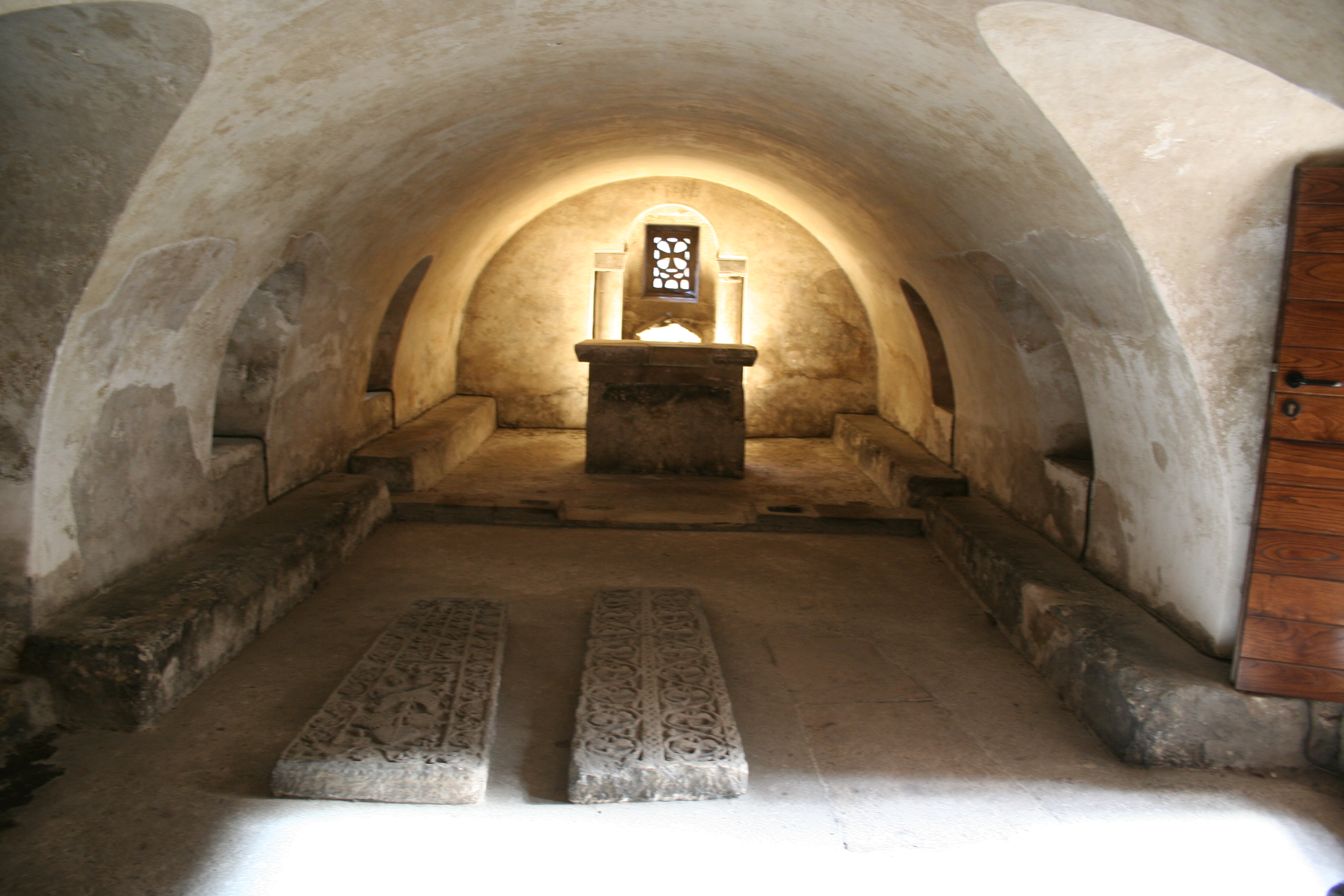
Imatge general de la cripta de santa Leocadia

La cripta de Santa Leocadia com hem dit adés, està situada a l'interior de la catedral. La cripta és un dels vestigis més antics que es conserven del conjunt d'edificis palatins i eclesiàstics existents a la zona en temps d'Alfons II el Cast dels quals també forma part l'església de Sant Tirso, si bé la construcció de la cripta s'atribueix a Alfons III.
La cripta va formar part d'un conjunt de dos santuaris superposats, però sense comunicació entre ells, la cripta és el santuari inferior i el superior és la cambra Santa. Es tracta d'un espai format per una única nau d'uns deu metres de llarg per tres d'ample cobert per una volta de canó de maó prou estreta i de poca altura, ja que supera per molt poc els dos metres i mig sobre el nivell del paviment. Aquesta volta, descansa directament sobre una mena de banc corregut que, a més, recorre tot el perímetre interior de l'estada.

#### Claustre

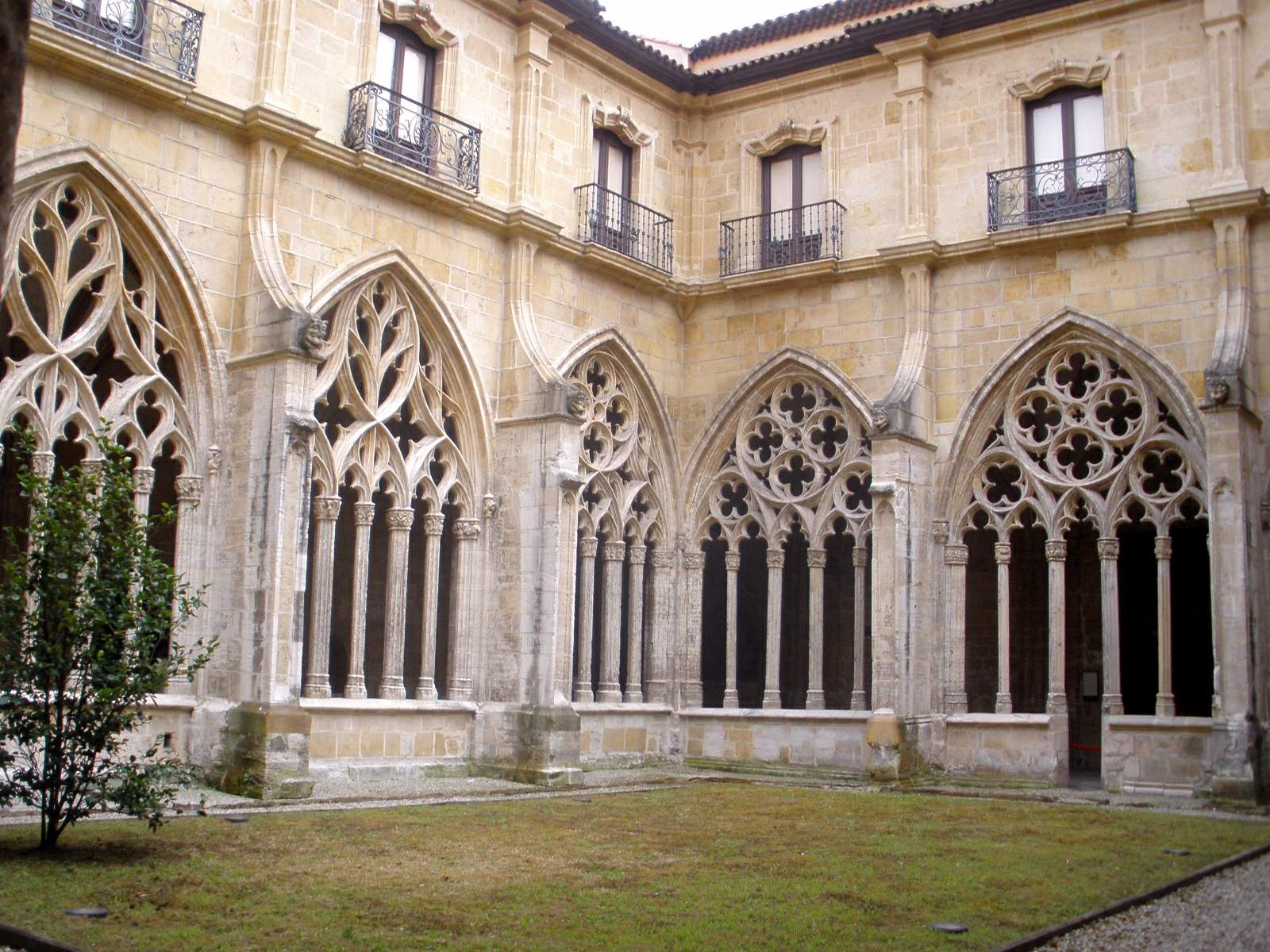
Claustre de la Catedral d'Oviedo

El Claustre és obra gòtica construïda en diferents fases des de l'any 1300 i conclòsa el 1441. Té forma rectangular amb unes dimensions de 27 × 32 m. Els costats llargs hi són formats per una arcada de quatre arcs i els curts per tres. Va substituir l'antic claustre romànic del segle xii. Al segle xviii el recinte va sofrir un important canvi a càrrec de l'arquitecte Riva Ladrón de Guevara que hi va afegir el pis i la balconada superior. Especial atenció mereixen les mènsules i capitells per la variada i rica iconografia. A la façana sud s'obre l'anomenada Porta de les Almoines.
A causa de la dilatació en el temps de la factura del claustre es poden s'hi observar diferents estils arquitectònics:
- Costat nord i dos trams de l'est (contigu a la sala Capitular), gòtic clàssic. L'obra sota l'auspici de Fernando Álvarez de les Astúries es va construir entre 1300 i 1350.

- Costat sud i oest, gòtic manierista del segle xiv. Construïda aquesta part entre 1350 i 1400 es parteix del lateral oest i es continua per la sud. L'obra va ser promoguda per Alfonso XI i els bisbes Sancho i Alfonso II.

- Costat est, gòtic florit, segle xv. S'inicia la construcció d'aquesta part el 1412 finalitzant-se el 1441. El seu fundador és el bisbe Diego Ramírez de Guzmán.

- El pis superior és barroc del segle xvii, es construeix en l'ampliació executada per Riva Ladrón de Guevara. Format per catorze finestres totes elles amb balconada que dona al pati interior central.

Després d'aquesta successió d'obres el claustre actual se'ns presenta com un pati tancat rectangular amb un petit jardí a l'interior i una amalgama de diferents variants arquitectòniques del gòtic i fins i tot elements romànics (escultures a l'entrada de la sala capitular) o barrocs (segon pis del claustre). Conté en total 167 capitells decorats, de les quals destaca la mènsula de la cacera règia i l'Agnus Dei procedent del desaparegut claustre romànic.
Al voltant del claustre se succeeixen diferents sepulcres com el de Frigión de Cifuentes o el del deán Pedro Gay (1348-1369) del segle xiv. Altres elements destacables de l'interior del claustre són la làpida del bisbe don Pelayo i la porta barroca de l'arxiu obra de José Bernardo de la Meana. Des del claustre s'accedeix a la sala capitular.

#### Sala capitular
La sala és la part més antiga del conjunt. Hi van començar el 1293 les obres de construcció del temple sota el patrocini del xantre Pedro Esteban i el degà Fernando Alonso que va esdevenir bisbe entre 1296 i 1301 que va arribar a donar el 1300 la quantitat de 2000 maravedís.
Es construeix en planta quadrada, de 9,65 × 9,70 m, destacant el gruix dels murs i l'absència gairebé total de finestres, rematada per una volta nervada de vuit draps d'estructura octogonal. La successió de la planta quadrada a la volta octogonal es va fer amb quatre trompes. En el sòl, originalment més baix que l'actual, hi ha diverses sepultures. S'hi troben les restes d'Álvaro Fernández i l'ardiaca Miguel Fernández L'obra de la sala es va acabar el 1314.
És aquí on hi ha les restes del cadirat de cor de la catedral, obra realitzada entre 1491 i 1497 per diversos mestres estrangers, entre els quals l'escultor gòtic Alejo de Vahía. També s'hi exposa el retaule anomenat de les Lamentacions o del Plor sobre el Crist del segle xv.

#### Capella major

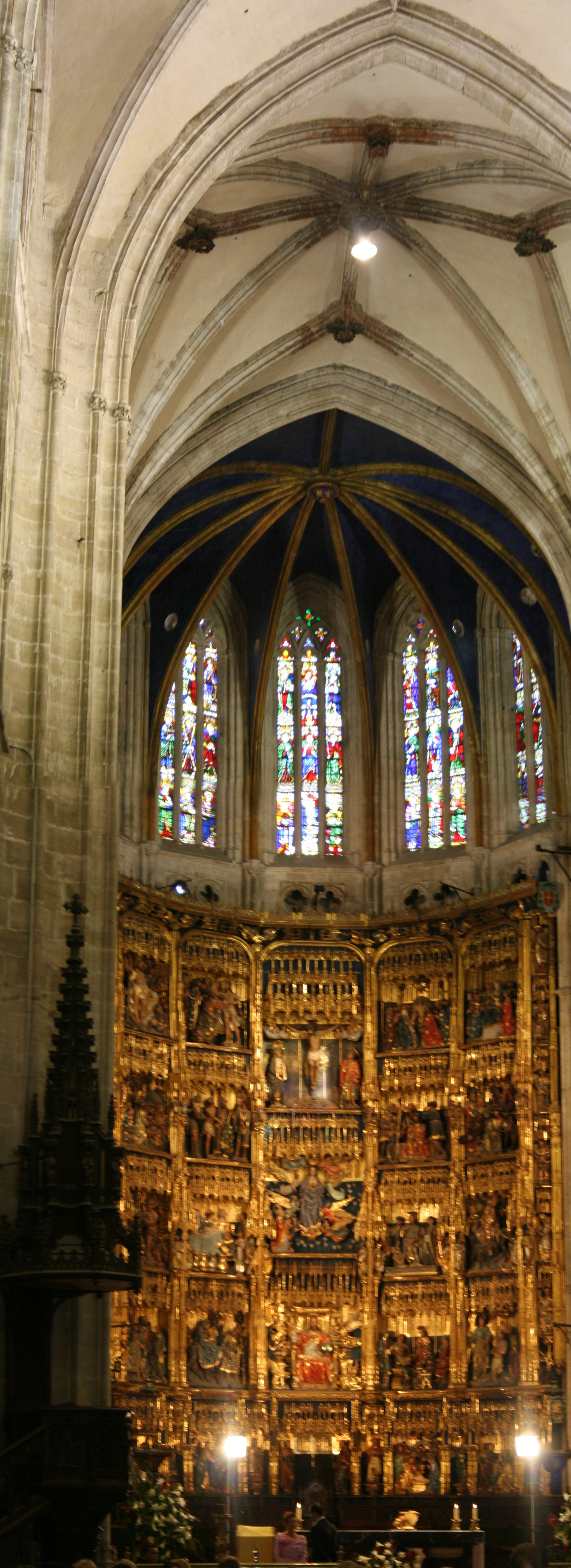
Retaule major de la Catedral.

Situada a l'absis de la catedral la capella gòtica té forma poligonal i es tanca amb dues línies de vidrieres de les quals només la superior és visible avui dia en estar tapiada l'altra pel retaule principal del temple. La construcció va començar 1388, moment que és considerat el principi de construcció de la catedral gòtica.
A l'interior es pot observar d'esquerra a dreta:
- Sepulcre amb escultura orant de Juan Arias de Villar, bisbe d'Oviedo entre 1487 i 1498. Es troba buit doncs les restes mortals es van traslladar a la Catedral de Segòvia.
- Retaule major: Dedicat a San Salvador va ser esculpit per ordre de Valeriano Ordóñez Villaquirán a partir de 1511 per Giralte de Brussel·les i va ser acabat el 1531 per Juan de Balmaseda i Miguel Bingeles. En la decoració pictòrica intervenen León Picardo i en menor mesura Alonso Berruguete. En els seus 12 × 12 m es representen 24 escenes de la vida de Jesús.

Al segle xvii es construeix la girola composta de cinc petites capelles radials. S'hi troben:
- Capella de Covadonga. Al construir la girola va haver de ser enderrocada i canviar-ne la mida. Actualment davant d'aquesta capella hi ha la imatge del Sant Salvador, de pedra policromada, que datada aproximadament al segle xi i que presidia l'antiga basílica. Davant d'aquesta imatge es postren els pelegrins. A més, s'hi troba el sepulcre del bisbe Gutierre de Toledo en un lateral, i sota l'altar, les restes de Sant Melchor de Quirós, primer sant asturià.
- Sagristia.

#### Nau Esquerra
- Capella de la Anunciació o dels Vigilis del segle xvii. Grandiositat decorativa. Té una reixa del segle xvii i una escultura orant de Juan Vigil de Quiñones bisbe de Segòvia obra de Luis Fernández de la Vega.[11]

- Capella de l'Asunció que conté el Retaule de la Immaculada al creuer, al costat nord. Del segle xviii. Era el lloc preferit dels pelegrins juntament amb la de Santa Eulalia i la fornícula de la hídria (càntir o atuell gran).

- Fornícula de la Hídiria, del segle xv. Segons la llegenda, contindria una de les sis gerres de les Noces de Canà. Hi caben 100 litres. Es mostra al públic el 21 de setembre, festivitat de Sant Mateu i se'n pot beure l'aigua prèviament beneïda. Normalment està tancada al públic i passa totalment desapercebuda.

##### Capella de La nostra Senyora del Rei Cast

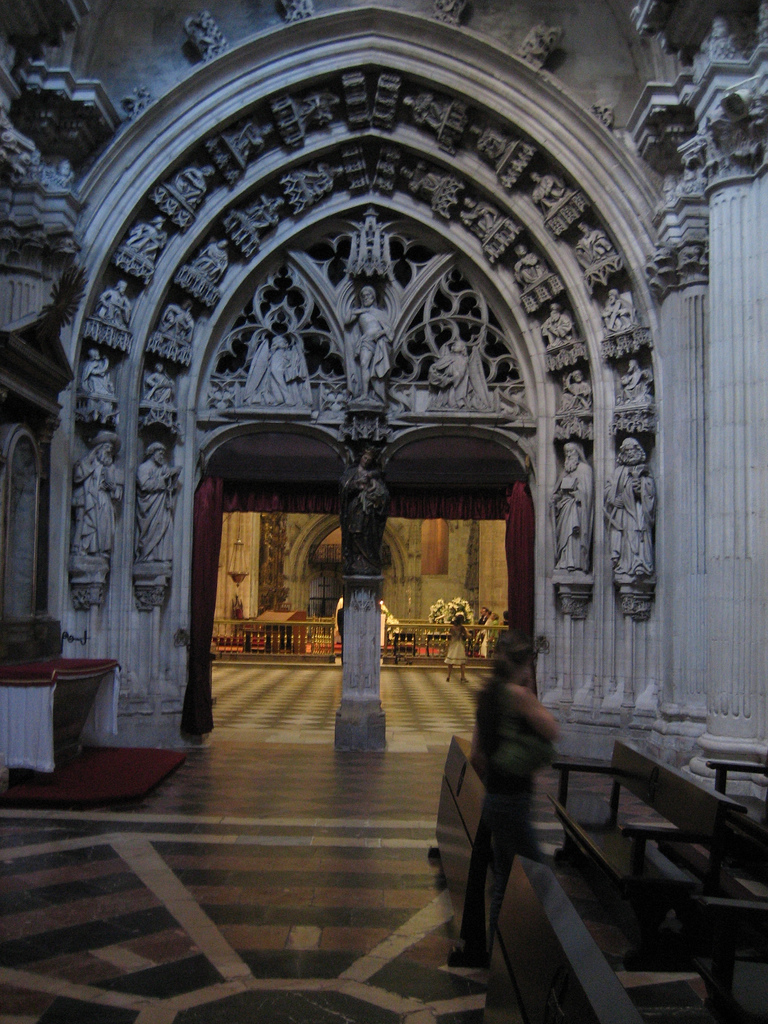
Portada de la capella de Ntra. Sra. del Rei Cast.

La capella de La nostra Senyora del Rei Cast va ser edificada per ordre del bisbe Tomás Reluz el 1705, sobre una altra capella fundada per Alfons II el Cast al segle ix, i s'estructura paral·lela a la catedral. Forma un temple a part amb entrada exterior pròpia a través d'un jardí a l'esquerra de la catedral. És obra de Bernardo de Feixos i Luis d'Arce. Té tres naus, de les quals les laterals són molt estretes.
S'uneix a la catedral per la gran porta obra de Joan de Malines construïda entre 1470 i 1485 en estil gòtic tardà. La porta es divideix en dues per un trencallums en el qual es va esculpir la figura de la Verge amb el Nen flanquejada en els laterals de les portes per les figures dels apòstols Sant Jaume i Sant Pere i a la dreta Sant Pau i Sant Andreu. Al costat, a l'esquerra de la porta i abans d'entrar a la capella hi ha una inscripció pètria d'Alfons III el Magne que es tradueix:
| « | En el nom del senyor Déu i salvador nostre Jesucrist, i a la glòria de tots, de la gloriosa Santa Maria Verge, als dotze apòstols i restants sants màrtirs ... el príncep Alfons fill del rei Ordoño de santa memòria manar edificar aquesta fortificació amb l'esposa Scemena, havent nascut dos fills, perquè la defensa de la fortificació de l'aula del tresor d'aquesta santa església romangui sense dany; preveient que no es perdi, ja que els gentils solen capturar -amb el seu exèrcit pirata naval, Déu no ho vulgui. Aquesta obra oferta per nosaltres, sigui concedida en perenne possessió a la mateixa església. | » |

En aquesta capella van estar sepultats alguns reis asturians. Va ser el primer panteó de la monarquia espanyola. Sobre les petxines dels arcs torals hi ha busts d'uns reis asturians.
En la nau nord hi ha un bon retaule de la Verge de la Llum del segle xvi, de l'escola de Juan de Juni. Al costat, quatre petits apòstols; en l'àtic trona la figura de Déu Pare. Té també dues imatges en marbre de Sant Pere i Sant Pau del segle xviii. Hi havia el costum de girar la clau de Sant Pere per obrir a l'ànima les portes del cel.

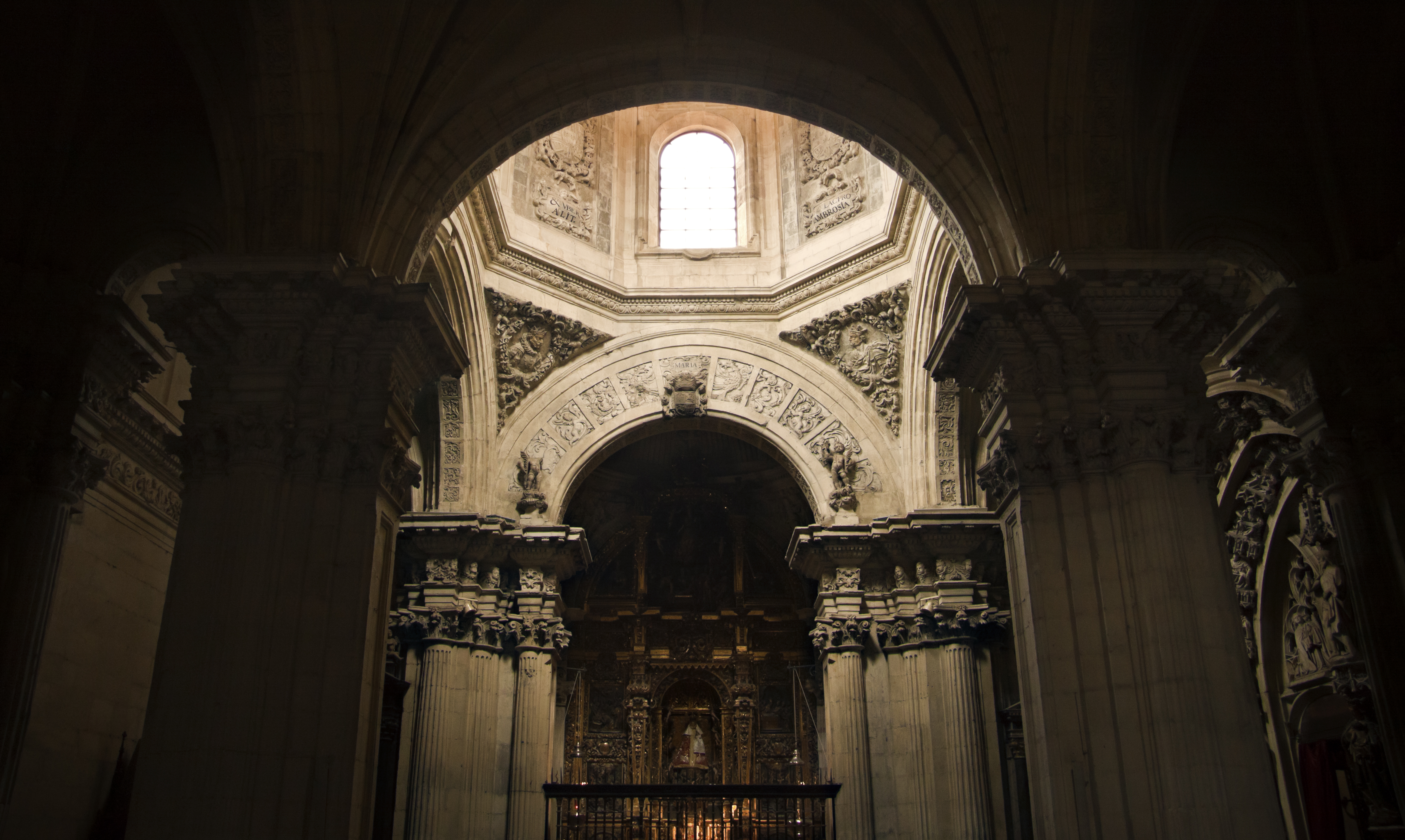
Interior de la capella de Ntra. Sra. del Rei Cast. Il·luminat mitjançant un cimbori

El Panteó de reis de la Catedral d'Oviedo és a l'interior de la capella i el sepulcre de Ithacio, amb lauda del segle v hi és al centre.
- Panteó de reis

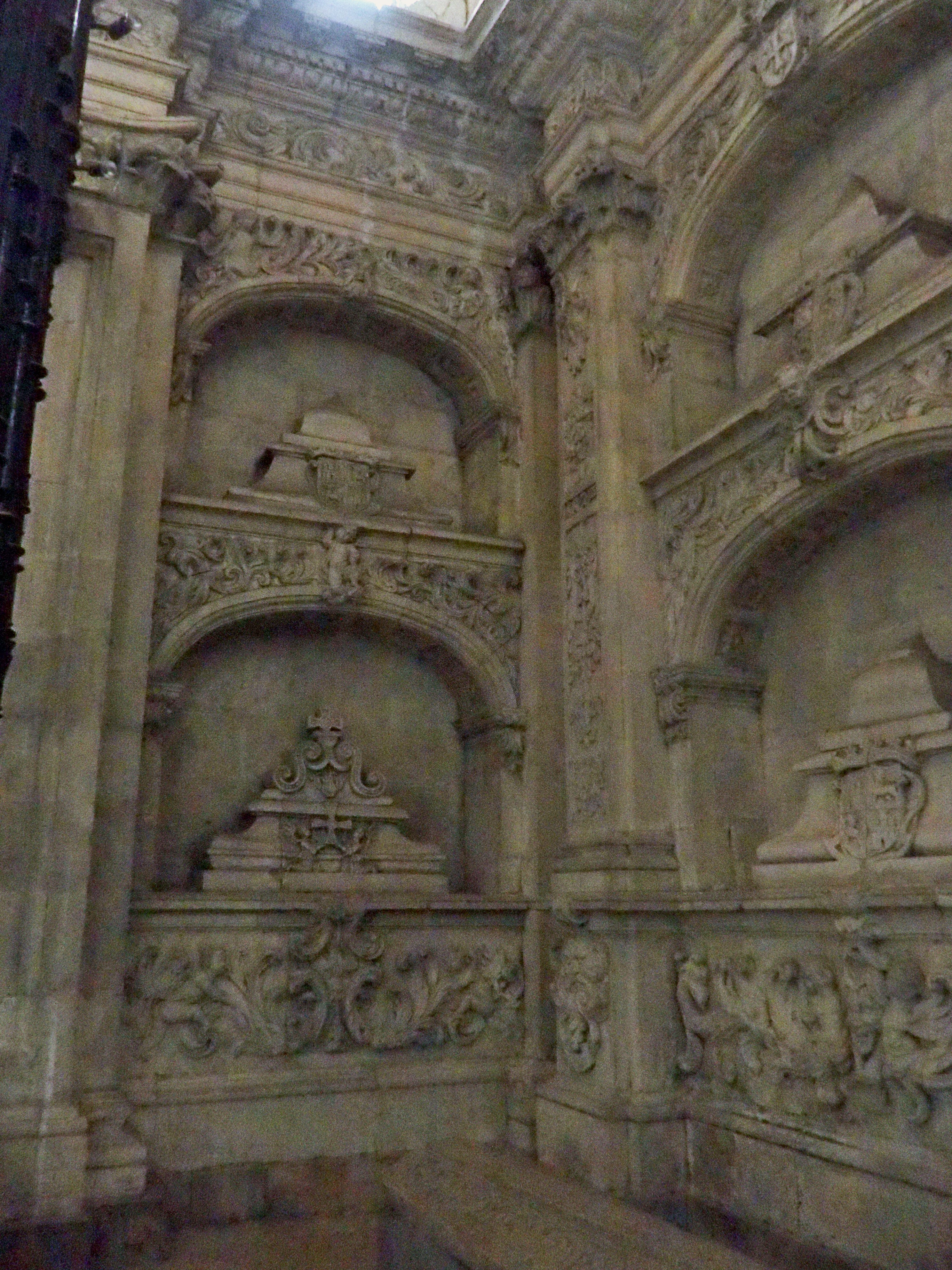
Panteó de reis de la Catedral d'Oviedo.

El primitiu panteó real i la primitiva església de La nostra Senyora del Rei Cast van ser demolits a principi del segle xviii, per mor del mal estat de conservació, per iniciativa de Tomás Reluz, bisbe d'Oviedo, i tots dos van anar posteriorment reedificats i consagrats el 1712.
S'hi van sebollir els següents membres de la reialesa àstur-lleonesa en urnes barroques:
- Fruela I d'Astúries (722-768), rei d'Astúries. Fill d'Alfons I el Catòlic i de la reina Ermesinda.
- Bermudo I d'Astúries (m. 797), sobrenomenat el Diácono, fill de Fruela de Cantàbria, nebot d'Alfons I el Catòlic i successor del rei Mauregato d'Astúries.[35]
- Alfons II el Cast (759-842), rei d'Astúries. Fill de Fruela I d'Astúries i net d'Alfons I el Catòlic.
- Ramiro I d'Astúries (790-850), rei d'Astúries. Primer i successor d'Alfons II el Cast i fill de Bermudo el Diácono.
- Ordoño I d'Astúries (830-866), rei d'Astúries. Fill i successor de Ramiro I d'Astúries.
- Alfons III el Magne (848-910), rei d'Astúries. Fill de Ordoño I d'Astúries.
- García I de León (871-914), rei de León. Fill d'Alfons III el Magne i de la reina Jimena d'Astúries.
- Fruela II de León (c. 875-925), fill d'Alfons el Magne i germà de l'anterior.[36]
- Reina Munia d'Àlaba, esposa del rei Fruela I d'Astúries i mare d'Alfons II el Cast.
- Reina Berta, esposa del rei Alfons II el Cast.[37]
- Reina Munia, esposa del rei Ordoño I d'Astúries i mare d'Alfons III el Magne.
- Reina Jimena d'Astúries (m. 912), esposa del rei Alfons III el Magne. Filla de García Íñiguez de Pamplona i mare de García I, Ordoño II i Fruela II.
- Reina Elvira Menéndez (m. 921), esposa de Ordoño II i mare d'Alfonso IV i de Ramiro II.
- Reina Urraca Sánchez (m. 956), esposa de Ramiro II de León i mare de Sancho I de León.
- Reina Teresa Ansúrez (m. 997), esposa de Sancho I de León, rei de León i mare de Ramiro III de León.

## Arxidiòcesi d'Oviedo

### Bisbes
- 1860 - Juan Ignacio Moreno
- 1863 - José Luis Montagut
- 1868 - Benito Sanz i Forés
- 1882 - Sebastián Herrero Espinosa dels Monteros
- 1884 - Ramón Martínez Vigil
- 1905 - Francisco Javier Baztán i Urniza
- 1921 - Juan Bautista Luis Pérez
- 1934 - Just de Echeguren i Aldama
- 1938 - Manuel Arce i Ochotorena
- 1944 - Benjamí d'A dalt i Castro
- 1949 - Francisco Javier Lauzurica i Torralba

### Arquebisbes
- 1961 - Francisco Javier Lauzurica i Torralba

Arquebisbe coadjutor: Segon García Sierra
- 1964 - Vicente Enrique i Tarancón
- 1969 - Gabino Díaz Merchán

Bisbe Auxiliar a partir de 1970: Elías Yanes Álvarez
Bisbe Auxiliar a partir de 1993: Atilano Rodríguez Martínez
- 2002 - Carlos Osoro Sierra

Bisbe Auxiliar des de 2005: Cecilio Raúl Berzosa Martínez
- 2010 - Jesús Sanz Montes

Bisbe Auxiliar des de 2013: Juan Antonio Menéndez Fernández

## Cultura popular
Existeix una cuarteta sobre la Catedral en referència al Camí de Santiago que diu:
El que va a Santiago
i no va al Salvador
visita al criat
i deixa al Senyor.